# Rally di Sardegna 2018
Il Rally di Sardegna 2018, ufficialmente denominato 15º Rally Italia Sardegna, è stata la settima prova del campionato del mondo rally 2018 nonché la quindicesima edizione del Rally di Sardegna (dal 2004 valido anche come Rally d'Italia) e la quattordicesima con valenza mondiale. La manifestazione si è svolta dal 7 al 10 giugno sugli insidiosi sterrati che attraversano i territori centro-occidentali della provincia di Sassari, nel nord dell'isola, e il parco assistenza per i concorrenti venne allestito nel porto di Alghero.

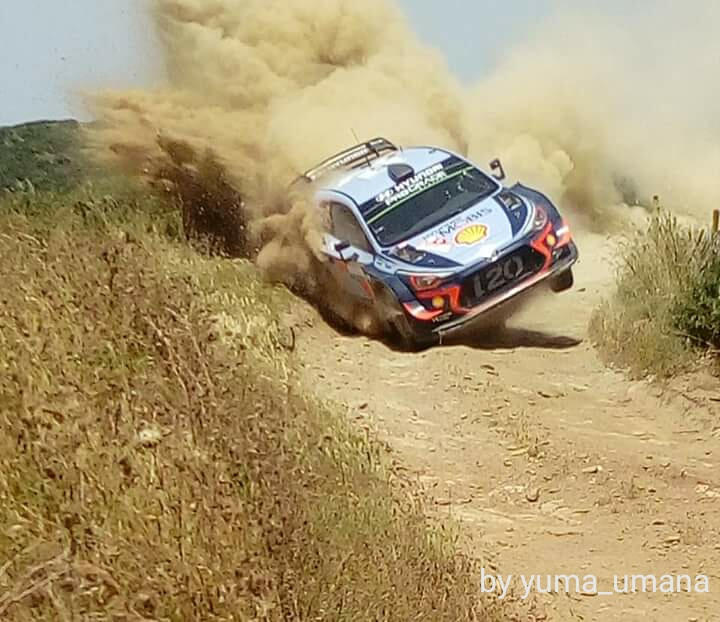
Neuville e Gilsoul nell'ultima prova speciale, che ha permesso loro di sopravanzare Ogier e vincere il rally

L'evento è stato vinto dal belga Thierry Neuville, navigato dal connazionale Nicolas Gilsoul, al volante di una Hyundai i20 Coupe WRC della squadra Hyundai Shell Mobis WRT, davanti alla coppia francese formata da Sébastien Ogier e Julien Ingrassia, su Ford Fiesta WRC della scuderia M-Sport Ford WRT e a quella finlandese composta da Esapekka Lappi e Janne Ferm, su Toyota Yaris WRC del team Toyota Gazoo Racing WRT.
I cechi Jan Kopecký e Pavel Dresler, su Škoda Fabia R5 della squadra Škoda Motorsport, hanno invece conquistato la vittoria nella categoria WRC-2, mentre i francesi Jean-Baptiste Franceschi e Romain Courbon hanno vinto la classe WRC-3 alla guida di una Ford Fiesta R2T del team Equipe de France FFSA.
Il finlandese Miikka Anttila, storico copilota di Jari-Matti Latvala, con la partecipazione al rally di Sardegna diventò il primo concorrente nella storia del rally ad aver disputato 200 gare mondiali.

## Dati della prova
| Denominazione ufficiale             | Rally Italia Sardegna                                         |
| Edizione N°                         | 15                                                            |
| Tappa N°                            | 7 di 13                                                       |
| Data manifestazione                 | da giovedì 07/06/2018 a domenica 10/06/2018                   |
| Sede ospitante                      | Alghero (provincia di Sassari, Sardegna)                      |
| Sede parco assistenza               | Alghero (provincia di Sassari, Sardegna)                      |
| Superficie                          | Terra                                                         |
| Direttore di gara                   | Lucio De Mori                                                 |
| Iscritti                            | 50                                                            |
| Partiti                             | 45                                                            |
| Arrivati                            | 34 (75,6%)                                                    |
| Prove speciali                      | 20                                                            |
| Prova più breve                     | 1,42 km (PS13: Citta' di Ittiri - Coros)                      |
| Prova più lunga                     | 28,89 km (PS12 e PS16: Monte Lerno)                           |
| Prova più lenta                     | velocità media di 56,63 km/h (PS13: Citta' di Ittiri - Coros) |
| Prova più veloce                    | velocità media di 116,29 km/h (PS14: Coiluna - Loelle 2)      |
| Lunghezza prove speciali            | 314,36 km (22,6% della distanza totale)                       |
| Lunghezza complessiva trasferimenti | 1073,67 km                                                    |
| Distanza totale                     | 1388,03 km                                                    |

## Itinerario

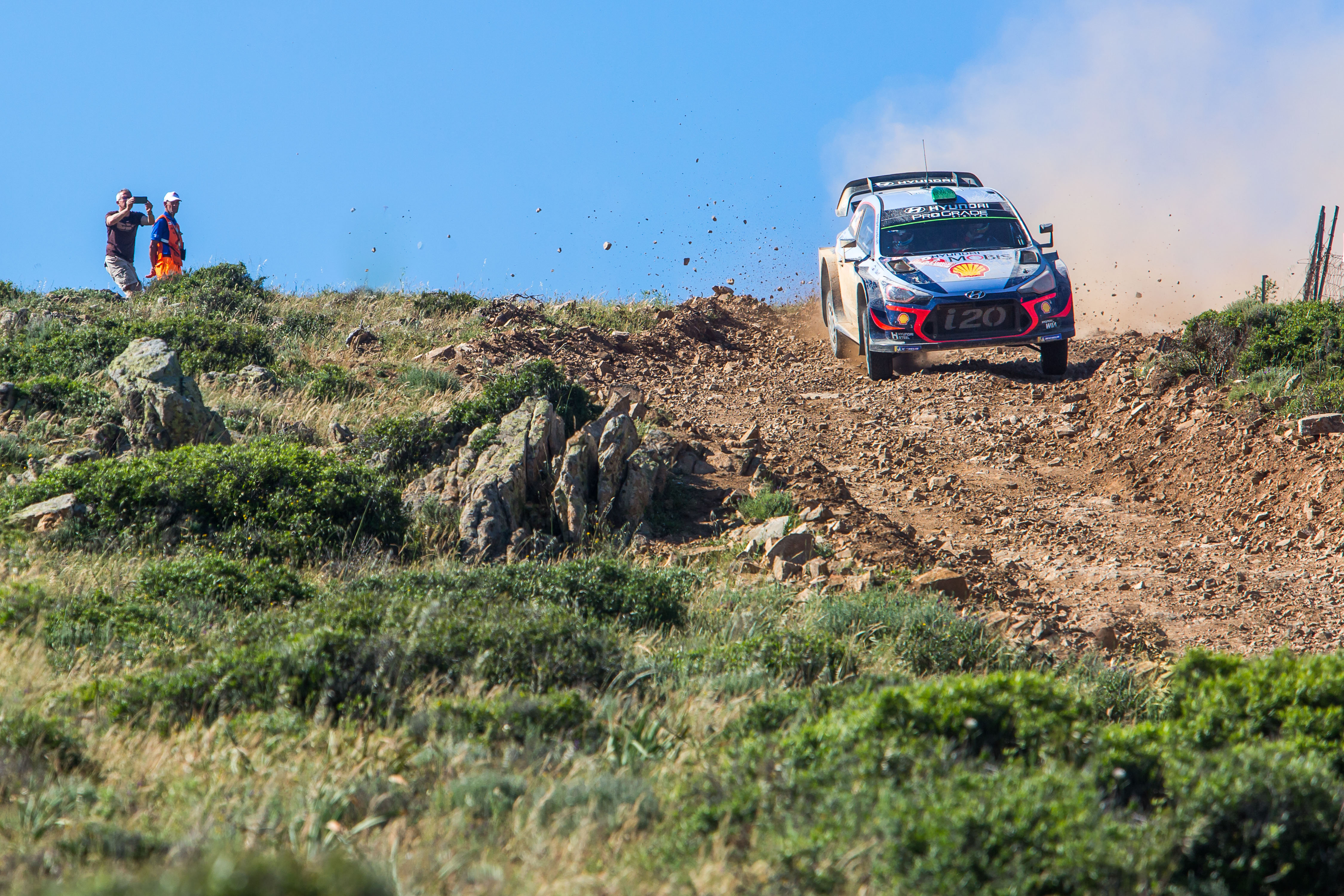
Hayden Paddon e Sebastian Marshall impegnati in un tratto roccioso

La manifestazione si disputò interamente nella provincia di Sassari, articolandosi in 20 prove speciali distribuite in quattro giorni ed ebbe sede, per il quarto anno consecutivo, ad Alghero, dove venne allestito anche il parco assistenza per tutti i concorrenti e la cerimonia finale di premiazione.
Il rally ebbe inizio giovedì 7 giugno con il mini-circuito di 2 km realizzato all'interno dell'ex tracciato di motocross nei pressi di Ittiri.
La seconda frazione (disputatasi venerdì 8 giugno) si articolava invece in due identiche sezioni di quattro prove ciascuna, da disputarsi una al mattino e una al pomeriggio, per una distanza complessiva di 124,18 km cronometrati. Le prime due speciali si corsero nei territori comunali di Tula e Castelsardo, seguite dalla Tergu-Osilo e dalla classica Monte Baranta, nei pressi di Olmedo.

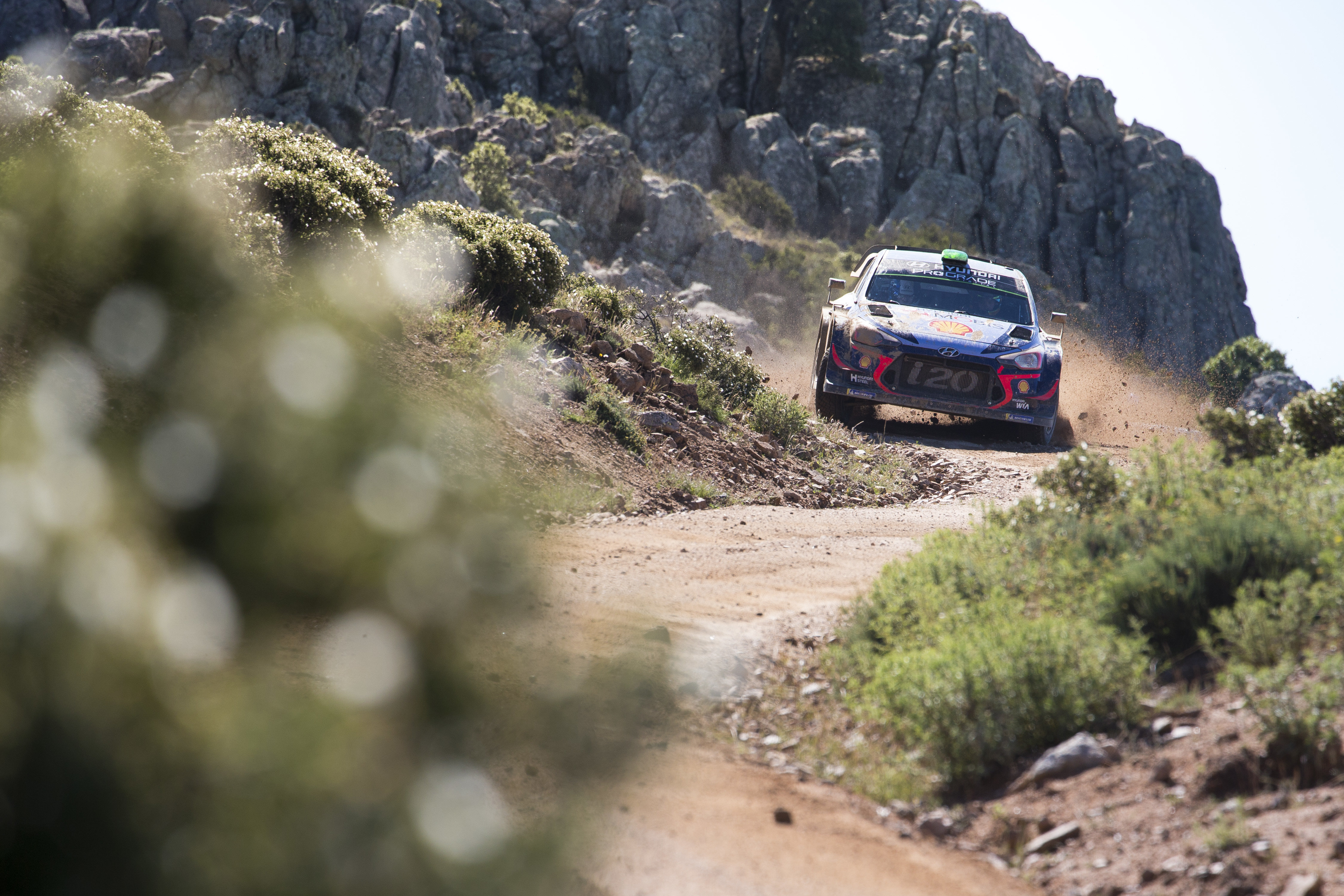
Andreas Mikkelsen e Anders Jæger in gara

La terza frazione di sabato 9 giugno fu come tradizione la più impegnativa del rally, con un totale di 146,14 km cronometrati. Si gareggiò nella regione del Monteacuto, lungo le strade che servono il parco eolico situato tra i comuni di Buddusò, Alà dei Sardi e Pattada, nel giro comprendente le classiche prove di Coiluna-Loelle, Monti di Alà e l'iconica Monte Lerno (in questa edizione la prova più lunga del rally con 28,89 km), sede del salto Mickey's Jump, posto nei pressi dell'omonima cima; a separare le due sezioni mattutina e pomeridiana ci fu la speciale Città di Ittiri - Coros di 1,42  km, una versione differente della prova del giovedì sera.
Nella giornata finale di domenica 10 giugno ci si spostò nella costa occidentale dell'isola, a nord di Alghero e a ovest di Sassari, per disputare le ultime quattro prove del rally suddivise in due percorsi da ripetersi due volte, per un totale di 42,04 km cronometrati: la prima a terminare nei pressi dell'insenatura di Cala Flumini e la seconda, valevole anche come power stage nel secondo passaggio, da corrersi nei sentieri costieri dell'Argentiera.
| Frazione            | Prova  | Ora    | Nome                                  | Partenza                              | Arrivo                                | Lunghezza | Totale    |
| ------------------- | ------ | ------ | ------------------------------------- | ------------------------------------- | ------------------------------------- | --------- | --------- |
| Frazione 1 (7 giu)  | PS1    | 18:00  | Ittiri Arena Show                     | Ittiri                                | Ittiri                                | 2,00 km   | 2,00 km   |
|                     |        |        |                                       |                                       |                                       |           |           |
| Frazione 2 (8 giu)  |        | 06:30  | Assistenza – Alghero (15 min)         | Assistenza – Alghero (15 min)         | Assistenza – Alghero (15 min)         | –         | 124,18 km |
| Frazione 2 (8 giu)  | PS2    | 08:33  | Tula 1                                | Tula                                  | Tula                                  | 22,12 km  | 124,18 km |
| Frazione 2 (8 giu)  | PS3    | 09:49  | Castelsardo 1                         | Sedini                                | Castelsardo                           | 14,37 km  | 124,18 km |
| Frazione 2 (8 giu)  | PS4    | 10:17  | Tergu-Osilo 1                         | Tergu                                 | Osilo                                 | 14,14 km  | 124,18 km |
| Frazione 2 (8 giu)  | PS5    | 11:48  | Monte Baranta 1                       | Olmedo                                | Olmedo                                | 11,46 km  | 124,18 km |
| Frazione 2 (8 giu)  |        | 12:44  | Assistenza – Alghero (30 min)         | Assistenza – Alghero (30 min)         | Assistenza – Alghero (30 min)         | –         | 124,18 km |
| Frazione 2 (8 giu)  | PS6    | 15:02  | Tula 2                                | Tula                                  | Tula                                  | 22,12 km  | 124,18 km |
| Frazione 2 (8 giu)  | PS7    | 16:17  | Castelsardo 2                         | Sedini                                | Castelsardo                           | 14,37 km  | 124,18 km |
| Frazione 2 (8 giu)  | PS8    | 17:06  | Tergu-Osilo 2                         | Tergu                                 | Osilo                                 | 14,14 km  | 124,18 km |
| Frazione 2 (8 giu)  | PS9    | 18:24  | Monte Baranta 2                       | Olmedo                                | Olmedo                                | 11,46 km  | 124,18 km |
| Frazione 2 (8 giu)  |        | 19:00  | Assistenza (flexi) – Alghero (45 min) | Assistenza (flexi) – Alghero (45 min) | Assistenza (flexi) – Alghero (45 min) | –         | 124,18 km |
|                     |        |        |                                       |                                       |                                       |           |           |
| Frazione 3 (9 giu)  |        | 05:55  | Assistenza – Alghero (15 min)         | Assistenza – Alghero (15 min)         | Assistenza – Alghero (15 min)         | –         | 146,14 km |
| Frazione 3 (9 giu)  | PS10   | 08:38  | Coiluna-Loelle 1                      | Alà dei Sardi                         | Buddusò                               | 14,95 km  | 146,14 km |
| Frazione 3 (9 giu)  | PS11   | 09:33  | Monti di Alà 1                        | Alà dei Sardi                         | Buddusò                               | 28,52 km  | 146,14 km |
| Frazione 3 (9 giu)  | PS12   | 10:11  | Monte Lerno 1                         | Buddusò                               | Oschiri                               | 28,89 km  | 146,14 km |
| Frazione 3 (9 giu)  |        | 13:03  | Assistenza – Alghero (30 min)         | Assistenza – Alghero (30 min)         | Assistenza – Alghero (30 min)         | –         | 146,14 km |
| Frazione 3 (9 giu)  | PS13   | 14:10  | Città di Ittiri - Coros               | Ittiri                                | Ittiri                                | 1,42 km   | 146,14 km |
| Frazione 3 (9 giu)  | PS14   | 16:08  | Coiluna-Loelle 2                      | Alà dei Sardi                         | Buddusò                               | 14,95 km  | 146,14 km |
| Frazione 3 (9 giu)  | PS15   | 17:02  | Monti di Alà 2                        | Alà dei Sardi                         | Buddusò                               | 28,52 km  | 146,14 km |
| Frazione 3 (9 giu)  | PS15   | 17:41  | Monte Lerno 2                         | Buddusò                               | Oschiri                               | 28,89 km  | 146,14 km |
| Frazione 3 (9 giu)  |        | 20:15  | Assistenza (flexi) – Alghero (45 min) | Assistenza (flexi) – Alghero (45 min) | Assistenza (flexi) – Alghero (45 min) | –         | 146,14 km |
|                     |        |        |                                       |                                       |                                       |           |           |
| Frazione 4 (11 giu) |        | 07:45  | Assistenza – Alghero (15 min)         | Assistenza – Alghero (15 min)         | Assistenza – Alghero (15 min)         | –         | 42,04 km  |
| Frazione 4 (11 giu) | PS17   | 08:45  | Cala Flumini 1                        | Sassari                               | Sassari                               | 14,06 km  | 42,04 km  |
| Frazione 4 (11 giu) | PS18   | 09:38  | Sassari - Argentiera 1                | Sassari                               | Sassari                               | 6,96 km   | 42,04 km  |
| Frazione 4 (11 giu) | PS19   | 11:12  | Cala Flumini 2                        | Sassari                               | Sassari                               | 14,06 km  | 42,04 km  |
| Frazione 4 (11 giu) | PS20   | 12:18  | Sassari - Argentiera 2 (power stage)  | Sassari                               | Sassari                               | 6,96 km   | 42,04 km  |
| Frazione 4 (11 giu) |        | 13:15  | Assistenza – Alghero (10 min)         | Assistenza – Alghero (10 min)         | Assistenza – Alghero (10 min)         | –         | 42,04 km  |
| Totale              | Totale | Totale | Totale                                | Totale                                | Totale                                | Totale    | 314,36 km |

## Risultati

### Classifica
| Pos.     | Nº       | Pilota                   | Co-pilota           | Auto                  | Squadra                     | Classe      | Tempo     | Distacco   | Punti    |
| Generale | Generale | Generale                 | Generale            | Generale              | Generale                    | Generale    | Generale  | Generale   | Generale |
| -------- | -------- | ------------------------ | ------------------- | --------------------- | --------------------------- | ----------- | --------- | ---------- | -------- |
| 1.       | 5        | Thierry Neuville         | Nicolas Gilsoul     | Hyundai i20 Coupe WRC | Hyundai Shell Mobis WRT     | WRC         | 3h29'18"7 | –          | 30       |
| 2.       | 1        | Sébastien Ogier          | Julien Ingrassia    | Ford Fiesta WRC       | M-Sport Ford WRT            | WRC         | 3h29'19"4 | +0"7       | 22       |
| 3.       | 9        | Esapekka Lappi           | Janne Ferm          | Toyota Yaris WRC      | Toyota Gazoo Racing WRT     | WRC         | 3h31'15"0 | +1'56"3    | 15       |
| 4.       | 6        | Hayden Paddon            | Sebastian Marshall  | Hyundai i20 Coupe WRC | Hyundai Shell Mobis WRT     | WRC         | 3h32'13"9 | +2'55"2    | 12       |
| 5.       | 12       | Mads Østberg             | Torstein Eriksen    | Citroën C3 WRC        | Citroën Total Abu Dhabi WRT | WRC         | 3h32'29"6 | +3'10"9    | 10       |
| 6.       | 11       | Craig Breen              | Scott Martin        | Citroën C3 WRC        | Citroën Total Abu Dhabi WRT | WRC         | 3h33'50"4 | +4'31"7    | 8        |
| 7.       | 7        | Jari-Matti Latvala       | Miikka Anttila      | Toyota Yaris WRC      | Toyota Gazoo Racing WRT     | WRC         | 3h40'40"8 | +11'22"1   | 6        |
| 8.       | 31       | Jan Kopecký              | Pavel Dresler       | Škoda Fabia R5        | Škoda Motorsport II         | RC2 / WRC-2 | 3h42'33"3 | +13'14"6   | 4        |
| 9.       | 8        | Ott Tänak                | Martin Järveoja     | Toyota Yaris WRC      | Toyota Gazoo Racing WRT     | WRC         | 3h42'36"9 | +13'18"2   | 5        |
| 10.      | 3        | Teemu Suninen            | Mikko Markkula      | Ford Fiesta WRC       | M-Sport Ford WRT            | WRC         | 3h44'49"1 | +15'30"4   | 1        |
| ...      | ...      | ...                      | ...                 | ...                   | ...                         | ...         | ...       | ...        | ...      |
| 14.      | 2        | Elfyn Evans              | Daniel Barritt      | Ford Fiesta WRC       | M-Sport Ford WRT            | WRC         | 3h47'15"2 | +17'56"5   | 1        |
| ...      | ...      | ...                      | ...                 | ...                   | ...                         | ...         | ...       | ...        | ...      |
| 18.      | 4        | Andreas Mikkelsen        | Anders Jæger        | Hyundai i20 Coupe WRC | Hyundai Shell Mobis WRT     | WRC         | 3h55'07"0 | +25'48"3   | 2        |
| WRC-2    |          |                          |                     |                       |                             |             |           |            |          |
| 1. (8.)  | 31       | Jan Kopecký              | Pavel Dresler       | Škoda Fabia R5        | Škoda Motorsport II         | RC2 / WRC-2 | 3h42'33"3 | –          | 25       |
| 2. (12.) | 33       | Ole Christian Veiby      | Stig Rune Skjærmoen | Škoda Fabia R5        | Škoda Motorsport II         | RC2 / WRC-2 | 3h45'35"9 | +3'02"6    | 18       |
| 3. (13.) | 39       | Nicolas Ciamin           | Thibault de la Haye | Hyundai i20 R5        | -                           | RC2 / WRC-2 | 3h45'52"0 | +3'18"7    | 15       |
| 4. (15.) | 34       | Fabio Andolfi            | Simone Scattolin    | Škoda Fabia R5        | ACI Team Italia             | RC2 / WRC-2 | 3h49'05"5 | +6'32"2    | 12       |
| 5. (16.) | 35       | Łukasz Pieniążek         | Przemysław Mazur    | Škoda Fabia R5        | Printsport Oy               | RC2 / WRC-2 | 3h49'44"6 | +7'11"3    | 10       |
| 6. (20.) | 40       | Benito Guerra            | Borja Rozada        | Škoda Fabia R5        | Motorsport Italia           | RC2 / WRC-2 | 4h08'14"4 | +25'41"1   | 8        |
| 7. (23.) | 42       | Kajetan Kajetanowicz     | Maciej Szczepaniak  | Ford Fiesta R5        | Lotos Rally Team            | RC2 / WRC-2 | 4h20'29"1 | +37'55"8   | 6        |
| 8. (24.) | 38       | Stéphane Lefebvre        | Gabin Moreau        | Citroën C3 R5         | Citroën Total Rallye Team   | RC2 / WRC-2 | 4h24'57"7 | +42'24"4   | 4        |
| WRC-3    |          |                          |                     |                       |                             |             |           |            |          |
| 1. (21.) | 61       | Jean-Baptiste Franceschi | Romain Courbon      | Ford Fiesta R2T       | Equipe de France FFSA       | RC4 / WRC-3 | 4h14'07"7 | –          | 25       |
| 2. (22.) | 63       | Taisko Lario             | Tatu Hämäläinen     | Peugeot 208 R2        | -                           | RC4 / WRC-3 | 4h16'38"3 | +2'30"6    | 18       |
| 3. (26.) | 64       | Louise Cook              | Stefan Davis        | Peugeot 208 R2        | -                           | RC4 / WRC-3 | 4h40'12"5 | +26'04"8   | 15       |
| 4. (30.) | 62       | Enrico Brazzoli          | Luca Beltrame       | Peugeot 208 R2        | -                           | RC4 / WRC-3 | 5h24'10"6 | +1h10'02"9 | 12       |

Legenda
| Icona | Note                                                                                 |
| ----- | ------------------------------------------------------------------------------------ |
| WRC   | Equipaggio di classe WRC che può conquistare punti per il campionato costruttori     |
| WRC   | Equipaggio di classe WRC che non può conquistare punti per il campionato costruttori |
| WRC-2 | Equipaggio registrato al campionato WRC-2                                            |
| WRC-3 | Equipaggio registrato al campionato WRC-3                                            |
| JWRC  | Equipaggio registrato al campionato Junior WRC                                       |
|       | Ulteriori classificazioni                                                            |

### Prove speciali
| Frazione            | Prova | Ora   | Nome                                 | Lunghezza | Vincitori                         | Tempo   | Leader del rally                 |
| ------------------- | ----- | ----- | ------------------------------------ | --------- | --------------------------------- | ------- | -------------------------------- |
| Frazione 1 (7 giu)  | PS1   | 18:00 | Ittiri Arena Show                    | 2,00 km   | Sébastien Ogier Julien Ingrassia  | 2'02"7  | Sébastien Ogier Julien Ingrassia |
|                     |       |       |                                      |           |                                   |         |                                  |
| Frazione 2 (8 giu)  | PS2   | 08:33 | Tula 1                               | 22,12 km  | Andreas Mikkelsen Anders Jæger    | 18'28"1 | Andreas Mikkelsen Anders Jæger   |
| Frazione 2 (8 giu)  | PS3   | 09:49 | Castelsardo 1                        | 14,37 km  | Andreas Mikkelsen Anders Jæger    | 10'43"3 | Andreas Mikkelsen Anders Jæger   |
| Frazione 2 (8 giu)  | PS4   | 10:38 | Tergu - Osilo 1                      | 14,14 km  | Ott Tänak Martin Järveoja         | 8'58"4  | Andreas Mikkelsen Anders Jæger   |
| Frazione 2 (8 giu)  | PS5   | 11:48 | Monte Baranta 1                      | 11,46 km  | Thierry Neuville Nicolas Gilsoul  | 8'12"8  | Andreas Mikkelsen Anders Jæger   |
| Frazione 2 (8 giu)  | PS6   | 15:01 | Tula 2                               | 22,12 km  | Sébastien Ogier Julien Ingrassia  | 19'24"0 | Sébastien Ogier Julien Ingrassia |
| Frazione 2 (8 giu)  | PS7   | 16:17 | Castelsardo 2                        | 14,37 km  | Teemu Suninen Mikko Markkula      | 10'34"8 | Sébastien Ogier Julien Ingrassia |
| Frazione 2 (8 giu)  | PS8   | 17:06 | Tergu - Osilo 2                      | 14,14 km  | Thierry Neuville Nicolas Gilsoul  | 8'53"5  | Sébastien Ogier Julien Ingrassia |
| Frazione 2 (8 giu)  | PS9   | 18:25 | Monte Baranta 2                      | 11,46 km  | Jari-Matti Latvala Miikka Anttila | 8'07"2  | Sébastien Ogier Julien Ingrassia |
|                     |       |       |                                      |           |                                   |         | Sébastien Ogier Julien Ingrassia |
| Frazione 3 (9 giu)  | PS10  | 08:38 | Coiluna-Loelle 1                     | 14,95 km  | Ott Tänak Martin Järveoja         | 7'51"4  | Sébastien Ogier Julien Ingrassia |
| Frazione 3 (9 giu)  | PS11  | 09:32 | Monti di Alà 1                       | 28,52 km  | Sébastien Ogier Julien Ingrassia  | 16'38"9 | Sébastien Ogier Julien Ingrassia |
| Frazione 3 (9 giu)  | PS12  | 10:11 | Monte Lerno 1                        | 28,89 km  | Thierry Neuville Nicolas Gilsoul  | 17'59"1 | Sébastien Ogier Julien Ingrassia |
| Frazione 3 (9 giu)  | PS13  | 14:10 | Città di Ittiri - Coros              | 1,42 km   | Esapekka Lappi Janne Ferm         | 1'29"0  | Sébastien Ogier Julien Ingrassia |
| Frazione 3 (9 giu)  | PS14  | 16:08 | Coiluna-Loelle 2                     | 14,95 km  | Sébastien Ogier Julien Ingrassia  | 7'42"8  | Sébastien Ogier Julien Ingrassia |
| Frazione 3 (9 giu)  | PS14  | 17:02 | Monti di Alà 2                       | 28,52 km  | Thierry Neuville Nicolas Gilsoul  | 16'27"3 | Sébastien Ogier Julien Ingrassia |
| Frazione 3 (9 giu)  | PS16  | 17:41 | Monte Lerno 2                        | 28,89 km  | Thierry Neuville Nicolas Gilsoul  | 17'49"1 | Sébastien Ogier Julien Ingrassia |
|                     |       |       |                                      |           |                                   |         | Sébastien Ogier Julien Ingrassia |
| Frazione 4 (10 giu) | PS17  | 08:45 | Cala Flumini 1                       | 14,06 km  | Thierry Neuville Nicolas Gilsoul  | 8'40"7  | Sébastien Ogier Julien Ingrassia |
| Frazione 4 (10 giu) | PS18  | 09:38 | Sassari - Argentiera 1               | 6,96 km   | Thierry Neuville Nicolas Gilsoul  | 4'55"4  | Sébastien Ogier Julien Ingrassia |
| Frazione 4 (10 giu) | PS19  | 11:12 | Cala Flumini 2                       | 14,06 km  | Thierry Neuville Nicolas Gilsoul  | 8'28"9  | Sébastien Ogier Julien Ingrassia |
| Frazione 4 (10 giu) | PS20  | 12:18 | Sassari - Argentiera 2 (power stage) | 6,96 km   | Thierry Neuville Nicolas Gilsoul  | 4'52"9  | Thierry Neuville Nicolas Gilsoul |

### Power stage
PS20: Sassari - Argentiera 2 di 6,96 km, disputatasi domenica 10 giugno 2018 alle ore 12:18 (UTC+2).
| Pos. | No. | Pilota            | Co-pilota        | Auto                  | Classe | Tempo  | Distacco | Punti |
| ---- | --- | ----------------- | ---------------- | --------------------- | ------ | ------ | -------- | ----- |
| 1    | 5   | Thierry Neuville  | Nicolas Gilsoul  | Hyundai i20 Coupe WRC | WRC    | 4'52"9 | –        | 5     |
| 2    | 1   | Sébastien Ogier   | Julien Ingrassia | Ford Fiesta WRC       | WRC    | 4'54"4 | +1"5     | 4     |
| 3    | 8   | Ott Tänak         | Martin Järveoja  | Toyota Yaris WRC      | WRC    | 4'54"5 | +1"6     | 3     |
| 4    | 4   | Andreas Mikkelsen | Anders Jæger     | Hyundai i20 Coupe WRC | WRC    | 4'55"4 | +2"5     | 2     |
| 5    | 2   | Elfyn Evans       | Daniel Barritt   | Ford Fiesta WRC       | WRC    | 4'57"2 | +4"3     | 1     |

## Classifiche mondiali
Classifica piloti
| Pos. | Pos. | Pilota             | Punti |
| ---- | ---- | ------------------ | ----- |
| 1    |      | Thierry Neuville   | 149   |
| 2    |      | Sébastien Ogier    | 122   |
| 3    |      | Ott Tänak          | 77    |
| 4    | 1    | Esapekka Lappi     | 70    |
| 5    | 1    | Dani Sordo         | 60    |
| 6    |      | Andreas Mikkelsen  | 56    |
| 7    |      | Elfyn Evans        | 46    |
| 8    |      | Kris Meeke         | 43    |
| 9    |      | Jari-Matti Latvala | 37    |
| 10   |      | Craig Breen        | 34    |
| 11   | 1    | Mads Østberg       | 26    |
| 12   | 1    | Teemu Suninen      | 24    |
| 13   | 2    | Hayden Paddon      | 22    |
| 14   | 1    | Sébastien Loeb     | 15    |
| 15   | 1    | Pontus Tidemand    | 11    |
| 16   |      | Jan Kopecký        | 9     |
| 17   |      | Bryan Bouffier     | 4     |
| 18   |      | Gus Greensmith     | 2     |
| 19   |      | Łukasz Pieniążek   | 2     |
| 20   |      | Pedro Heller       | 1     |
| 21   |      | Yoann Bonato       | 1     |
| 22   |      | Stéphane Lefebvre  | 1     |

Classifica co-piloti
| Pos. | Pos. | Pilota             | Punti |
| ---- | ---- | ------------------ | ----- |
| 1    |      | Nicolas Gilsoul    | 149   |
| 2    |      | Julien Ingrassia   | 122   |
| 3    |      | Martin Järveoja    | 77    |
| 4    | 1    | Janne Ferm         | 70    |
| 5    | 1    | Carlos del Barrio  | 60    |
| 6    |      | Anders Jæger       | 56    |
| 7    |      | Paul Nagle         | 43    |
| 8    | 1    | Miikka Anttila     | 37    |
| 9    | 1    | Daniel Barritt     | 36    |
| 10   |      | Scott Martin       | 34    |
| 11   | 1    | Torstein Eriksen   | 26    |
| 12   | 1    | Mikko Markkula     | 24    |
| 13   | 2    | Sebastian Marshall | 22    |
| 14   | 1    | Daniel Elena       | 15    |
| 15   | 1    | Jonas Andersson    | 11    |
| 16   | 1    | Phil Mills         | 10    |
| 17   |      | Pavel Dresler      | 9     |
| 18   |      | Xavier Panseri     | 4     |
| 19   |      | Craig Parry        | 2     |
| 20   |      | Przemysław Mazur   | 2     |
| 21   |      | Pablo Olmos        | 1     |
| 22   |      | Benjamin Boulloud  | 1     |
| 23   |      | Gabin Moreau       | 1     |

Classifica costruttori WRC
| Pos. | Pos. | Squadra                     | Punti |
| ---- | ---- | --------------------------- | ----- |
| 1    |      | Hyundai Shell Mobis WRT     | 212   |
| 2    |      | M-Sport Ford WRT            | 184   |
| 3    |      | Toyota Gazoo Racing WRT     | 161   |
| 4    |      | Citroën Total Abu Dhabi WRT | 129   |